# 동대문구 을 (1948년 선거구)
동대문구 을은 대한민국의 옛 국회의원 선거구였다. 대한민국 제헌 국회에서 존재했다. 당시 서울특별시 동대문구의 일부 지역을 관할했다.

## 역사
제헌 국회의원 선거를 앞두고 신설되었다.
제2대 국회의원 선거를 앞두고 동대문구 갑, 을 선거구가 동대문구 선거구로 합쳐지면서 폐지되었다. 이 때 안암동, 종암동은 1949년에 성북구로 편입되면서 성북구 선거구로 넘어갔다.

## 역대 국회의원
| 선거   | 정당 | 정당       | 의원   |
| ------ | ---- | ---------- | ------ |
| 1948년 |      | 한국민주당 | 이영준 |

## 역대 선거 결과

### 대한민국 제헌 국회의원 선거
|  | 37.20% |

|  | 27.86% |

|  | 19.58% |

|  | 10.08% |

|  | 2.47% |

|  | 1.47% |

|  | 1.30% |

|  | 0% |

|  | 0% |